# Ferreiros (Pernambuco)
Ferreiros (en español: Herreros) es un municipio brasileño del estado de Pernambuco. Tiene una población estimada al 2020 de 12.170 habitantes, según el IBGE.

## Historia
Se cree que el origen del poblado se debe a un taller de herreros localizado en aquel lugar, que prestaba servicios a los ingenios de la región en fines del siglo XIX.
En 1889 se construyó la capilla de Nossa Senhora da Conceição, que atrajo nuevos habitantes a la localidad.
La villa de Ferreiros pertenecía al Municipio de Itambé y fue emancipado el 8 de marzo de 1964. Su primer alcalde fue José Honório de Silva, nombrado por el entonces Gobernador Miguel Arraes de Alencar.